# دارشکنک ریزنواری
دارشکنک ریزنواری (نام علمی: Picumnus subtilis) نام یک گونه از سرده دارشکنک‌ها است.